# National Motor Museum
Il National Motor Museum, chiamato in precedenza Montagu Motor Museum, è un museo con sede a Beaulieu nella New Forest nella contea inglese dell'Hampshire, in Inghilterra. 

## Descrizione

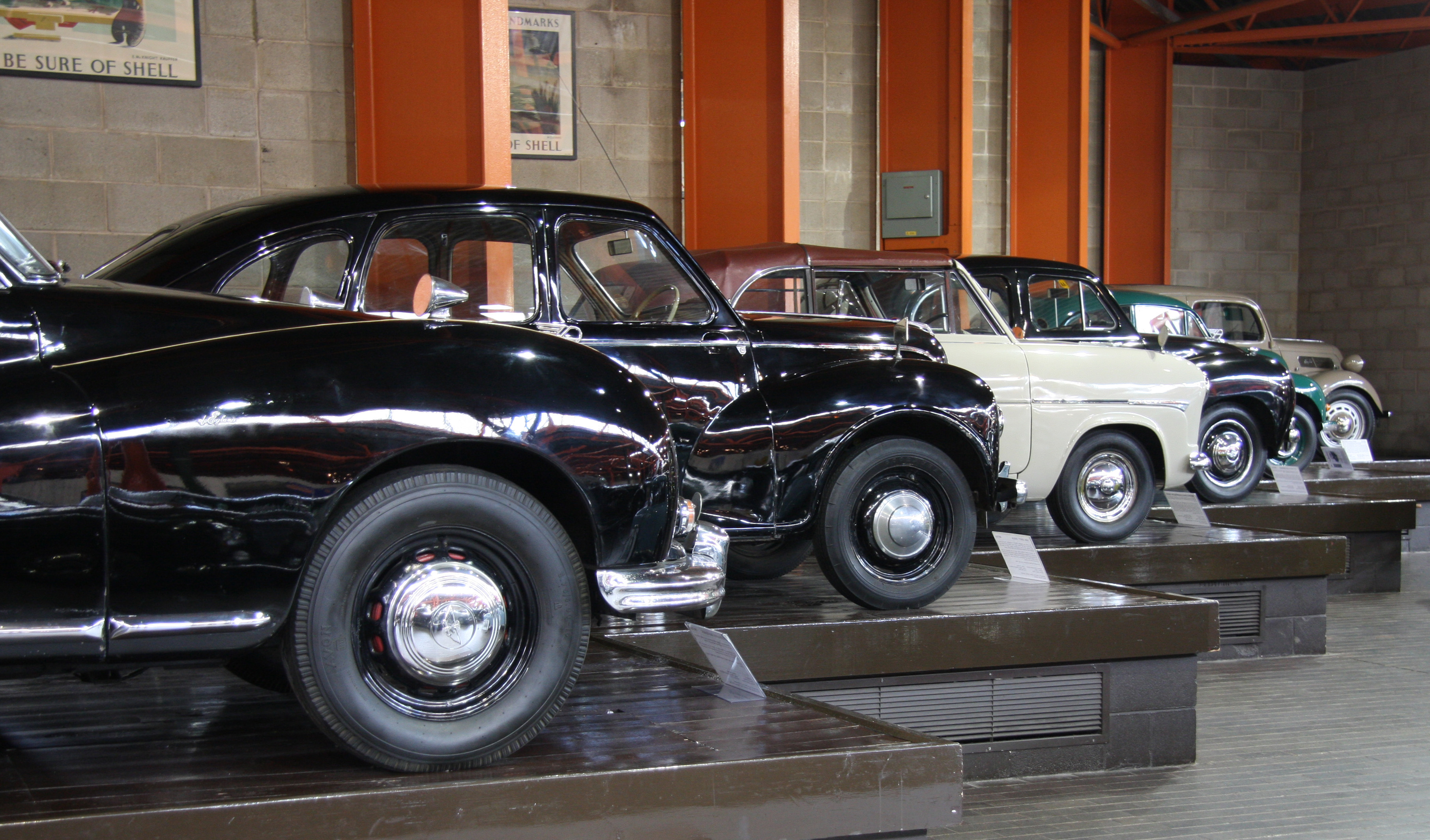
Interno del museo dedicato ai veicoli anni 50

Il museo è stato fondato nel 1952 da Edward Douglas-Scott-Montagu, terzo barone Montagu di Beaulieu, in omaggio a suo padre che fu uno dei grandi pionieri dell'automobilismo nel Regno Unito, essendo la prima persona a guidare un'automobile nel cortile del Palazzo di Westminster e dopo aver introdotto il re Edoardo VII all'automobilismo durante gli anni 1890.
Inizialmente, il museo consisteva di sole cinque auto esposta nella sala d'ingresso della casa ancestrale di Lord Montagu; ma la collezione aumentò di numero e fu trasferita in capannoni di legno nel parco della casa. Nel 1959 il museo era stato visitato da 296 909 persone.
Nel 1964 le presenze annuale superò il milione e mezzo e fu presa la decisione di creare un edificio museale apposito da costruire nel parco della tenuta Beaulieu. Un comitato di designer presieduto dall'architetto Sir Hugh Casson fu creato per guidare il progetto, e l'architetto Leonard Manasseh firmò il contratto per la progettazione dell'edificio, che era progettato principalmente da Ian Baker.

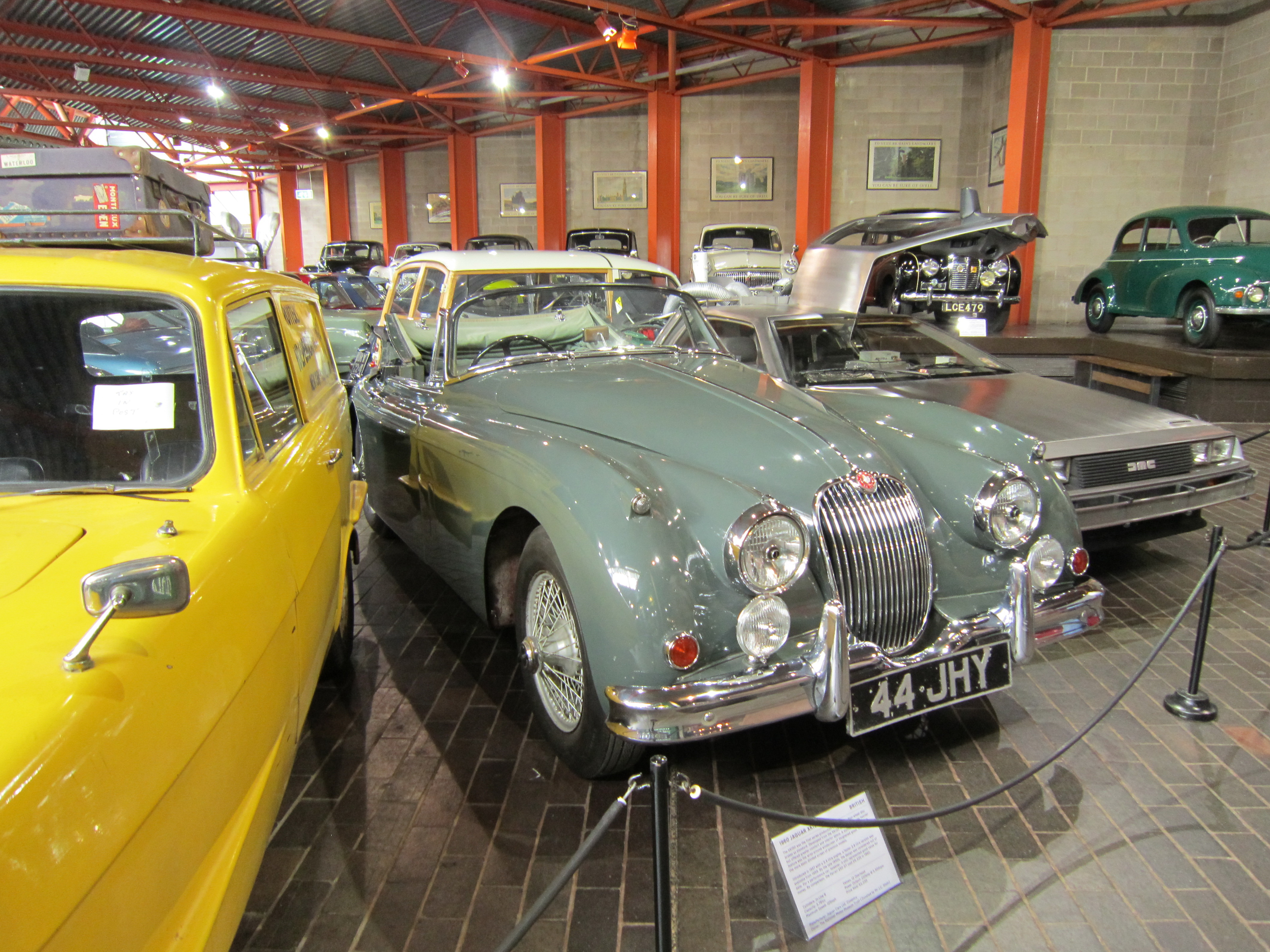
Una Jaguar e a sinistra una DeLorean esposti nel museo

Nel 1972 la collezione superò i 300 pezzi. In una cerimonia eseguita dal duca di Kent, il nuovo edificio museale costruito nel parco che circonda la Palace House fu aperto il 4 luglio 1972: il nome fu cambiato in "National Motor Museum". Il museo è gestito dalla National Motor Museum Trust Ltd, un'organizzazione benefica.
Una caratteristica insolita dell'edificio museale sta nel fatto che viene attraverso al suo interno dal National Motor Museum Monorail. Ciò si inspira alla ferrovia che attraversava il padiglione degli Stati Uniti al Expo 67 di Montreal.
Oltre a circa 250 veicoli prodotti dalla fine del XIX secolo, il museo ha una collezione di libri automobilistici, riviste, fotografie, film ed è affiliato alla British Motorcycle Charitable Trust.
Dal 2012 il museo presenta una sezione dedicata ai veicoli apparsi nel film di James Bond. È inoltre presente anche una sezione della collezione chiamata "World of Top Gear", che presenta alcune vetture create dagli ex presentatori di Top Gear, quali Jeremy Clarkson, Richard Hammond e James May.